# Campionato asiatico per club 2005 (maschile)
Il campionato asiatico per club 2005 si è svolto dal 1º all'8 giugno 2005 a Islamabad, in Pakistan. Al torneo hanno partecipato 7 squadre di club asiatiche ed oceaniane e la vittoria finale è andata per la prima volta al Rahat CSKA.

## Squadre partecipanti
- Habib Bank Limited
- HSIDC
- Rahat
- Shanghai
- Saipa
- Uzi Samarcanda
- Sang Som

## Classifica finale
| Classifica | Squadre            |
| ---------- | ------------------ |
|            | Rahat              |
|            | Saipa              |
|            | Shanghai           |
| 4          | Habib Bank Limited |
| 5          | Sang Som           |
| 6          | Uzi Samarcanda     |
| 7          | HSIDC              |